# Kedungbanjar (Sambeng)
Kedungbanjar is een bestuurslaag in het regentschap Lamongan van de provincie Oost-Java, Indonesië. Kedungbanjar telt 268 inwoners (volkstelling 2010).